# Jüdischer Friedhof (Haßloch)
Der Jüdische Friedhof in Haßloch, einer Gemeinde im Landkreis Bad Dürkheim in Rheinland-Pfalz, wurde 1821 angelegt. Der jüdische Friedhof im Norden des Ortes, zwischen Dr.-Siebenpfeiffer-Straße, Maximilian- und Ludwigstraße, ist ein geschütztes Kulturdenkmal.

## Geschichte
Auf dem 16,70 ar großen Friedhof wurden auch die Toten der jüdischen Gemeinden Geinsheim, Böhl und Iggelheim bestattet. Auf dem Friedhof fanden bis 1944 Bestattungen statt. Heute sind noch 381 Grabsteine erhalten.